# 129 km (obwód leningradzki)
129 km (ros. 129 км) – przystanek kolejowy w pobliżu miejscowości Wołchow i Wiaczkowo, w rejonie wołchowskim, w obwodzie leningradzkim, w Rosji. Położony jest na linii Petersburg - Wołchow - Wołogda.